# Stimolazione elettrica funzionale
La stimolazione elettrica funzionale è una tecnica per provocare contrazione muscolari che generi un movimento funzionale.

## Funzionamento
Il principio di funzionamento si basa sull'impiego di stimolatori elettrici di diverso tipo che causano la contrazione selettiva di diverse fasce muscolari stimolandone elettricamente il relativo motoneurone. A seconda del tipo di stimolatore (interno, percutaneo, impiantato), del suo posizionamento sul corpo del soggetto e dell'intensità della corrente elettrica è possibile modulare, entro una certa misura, l'attivazione dei muscoli desiderati.

## Limiti
Il principale limite di questa tecnica è costituito dal fatto che i motoneuroni che si attivano più facilmente per basse intensità elettriche indotte dall'esterno sono, al contrario di quanto avviene fisiologicamente, quelli di diametro più grosso che controllano i fasci muscolari più corposi. Ne consegue che tramite stimolazione esterna non è attualmente possibile attivare i cosiddetti "movimenti fini".

## Indicazioni
Viene utilizzata per :
- Lesioni del midollo spinale
- Ictus
- Sclerosi multipla
- Paralisi cerebrale infantile[senza fonte]

Più precisamente mostrano risultati per spalle (riduce la lussazione), mani (in caso di paralisi riescono a migliorare l'apertura e la presa) e correzione del piede cadente, mediante stimolazione del muscolo tibiale anteriore.